# St. Nikolaus (Pinzberg)

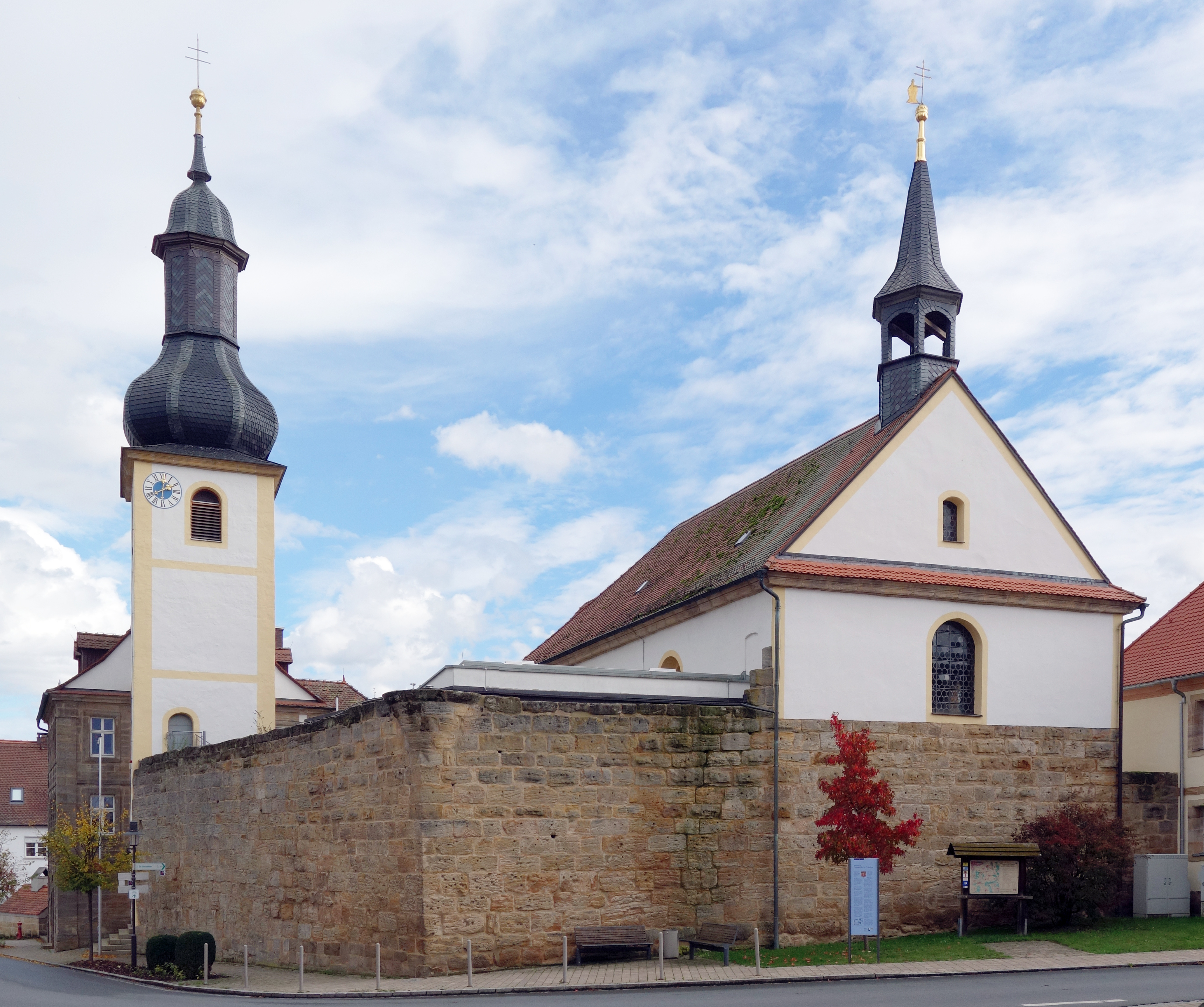
St. Nikolaus in Pinzberg

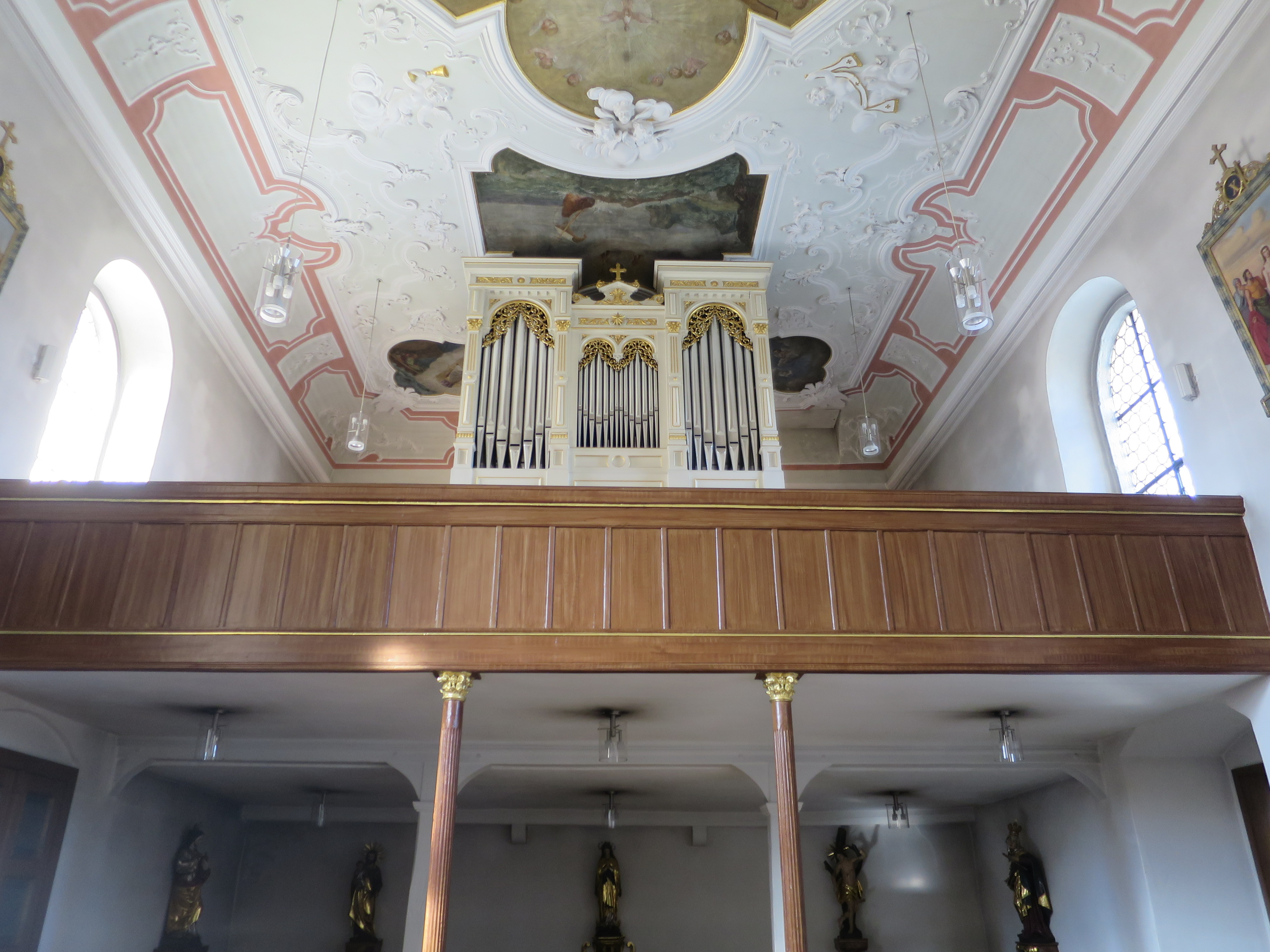
Innenraum, Blick zur Empore mit Orgel (2020)

Die römisch-katholische, denkmalgeschützte Pfarrkirche St. Nikolaus steht inmitten der Kirchenburg von Pinzberg, einer Gemeinde im oberfränkischen Landkreis Forchheim in Bayern.
Das Bauwerk ist unter der Denkmalnummer D-4-74-158-1 als Baudenkmal in der Bayerischen Denkmalliste eingetragen. Die Pfarrei gehört zum Seelsorgebereich Fränkische Schweiz im Dekanat Forchheim des Erzbistums Bamberg.

## Beschreibung
Das Langhaus und der eingezogene, dreiseitig geschlossene Chor im Osten der spätmittelalterlichen Saalkirche wurde 1731 nach einem Entwurf von Paulus Mayer im Baustil des Rokoko umgestaltet. Das Satteldach des Langhauses ist zum Chor hin geneigt. Aus dem Satteldach erhebt sich im Westen ein sechseckiger, schiefergedeckter, offener Dachreiter, der mit einem Knickhelm bedeckt ist. Der Innenraum des Langhauses ist mit einer Flachdecke überspannt, die mit Stuck versehen ist. Die Deckenmalerei stammt von Johann Gebhard. Die Kirchenausstattung gestaltete zum Teil Johann Bernhard Kamm. Dazu gehören die Kanzel, deren Brüstung durch die vier Kirchenlehrer Ambrosius, Hieronymus, Gregor und Augustinus geziert ist, und das Taufbecken. Der heilige Nikolaus steht im Mittelpunkt des Hochaltars. Der Volksaltar wurde 2003 geweiht. Die Orgel mit 21 Registern auf zwei Manualen und Pedal wurde 2006 von Orgelbau Kögler errichtet.